# بزماهی نوارآبی
بزماهی نوارآبی (نام علمی: Upeneichthys lineatus) نام یک گونه از سرده ماهی‌های لب‌بالا است.